# Иваницкий, Андрей Борисович
Андрей Борисович Иваницкий (1813—1891) — русский горный инженер, генерал-лейтенант Корпуса горных инженеров.

## Биография
Родился в 1813 году в семье Бориса Ивановича Иваницкого (1777—1853), с которого началась династия горных инженеров Иваницких. Братья Андрея, Александр (1811—1872) и Евгений (1818—1886), также стали горными инженерами.
С 6 октября 1822 по 1 января 1831 года учился в Горном кадетском корпусе, после чего был направлен практикантом на Барнаульский завод; 30 ноября 1832 года назначен помощником управляющего Барнаульской главной лаборатории. Занимался поисками и разведкой месторождений золота; в 1833 году руководил геологической партией на Алтае, в 1834 году — на Урале. Кроме этого, предписанием Алтайского горного управления № 13426 от 27 декабря 1835 году поручику Иваницкому было поручено организовать метеорологические наблюдения при Барнаульской магнитной обсерватории, которая была им оснащена необходимыми приборами.
Со 2 мая 1838 года он был назначен помощником управляющего Барнаульским заводом, а 11 февраля 1846 года — помощником управляющего казёнными золотыми промыслами и приставом Царевониколаевского золотого промысла.
В 1852 году возглавлял геологические изыскания золота на Кавказе (по реке Акстафе).
С 1853 года в чине подполковника был назначен управляющим Сузунским заводом
С 1861 года состоял в Главном управлении горного корпуса (Главное горное управление).
был управляющим казенными зол. промыслами Алтайского г.о.,  (1854), рудниками и заводами Салаирского края (1858), ген-м КГИ (1864), в 1865–1874 состоял от горного ведомства членом Оренбургского (Уфимского) губернского по крестьянским делам присутствия; в отставке – почетный член (1878,1883), пом. председателя (1889) Уфимского губернского статистического комитета, почетный мировой судья Белебеевского уездного съезда мировых судей (1883), ген-л. 
В конце 1866 года был избран помощником председателя Уфимского губернского статистического комитета; принимал участие в устройстве губерского музея, расширяя коллекции, том числе и нумизматическую, которой был большой знаток и любитель. Вместе с Н. А. Гурвичем принимал участие в систематизации библиотеки статистического комитета.
Член Российского минералогического общества с 1873 года.
Скончался от гангрены 5 (17) января 1891 года в Москве. Был похоронен в родовом поместье Аю-Аклан в Уфимской губернии (кладбище и могила не сохранились).

## Награды
- орден Св. Станислава 3-й степени
- орден Св. Анны 3-й степени (07.04.1846)
- орден Св. Станислава 2-й степени с императорской короной
- орден Св. Анны 2-й степени (19.04.1853; затем — императорская корона к ордену)
- орден Св. Владимира 4-й степени (22.09.1849)
- орден Св. Станислава 1-й степени
- орден Св. Владимира 3-й степени
- знак отличия за 25 лет беспорочной службы

## Семья
От первого брака с Софьей Яковлевной Черницыной у него была дочь Анна (02.12.1838—?) и сын Борис (02.01.1840—05.08.1857).
Затем он женился на Юлии Онуфриевне Нехведович (ок. 1837 — 23.06.1863). Их дети: Александр (13.07.1855—1892), Иосиф (1856—1906), Екатерина (23.08.1857—04.10.1857), Владимир (07.02.1863—?).